# Kaschperiwka (Bila Zerkwa)
Kaschperiwka (ukrainisch Кашперівка; russisch Кашперовка Kaschperowka) ist ein Dorf im Südwesten der ukrainischen Oblast Kiew mit etwa 2700 Einwohnern.

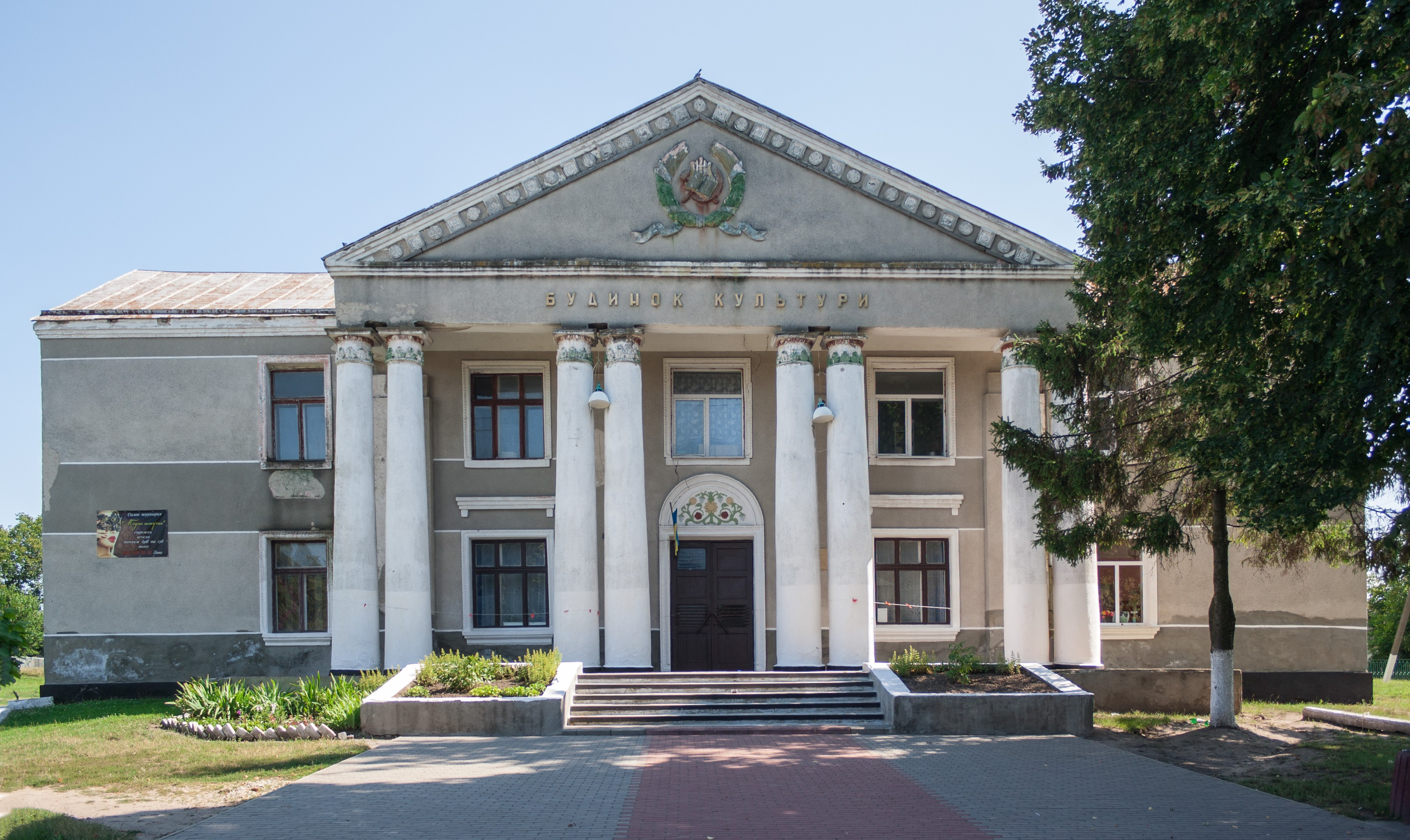
Kulturhaus im Ort

Das erstmals Ende des 16. Jahrhunderts schriftlich erwähnte Dorf liegt am Ufer des 73 km langen Flusses Roska (Роська), 5 km vor deren Mündung in den Ros. Das ehemalige Rajonzentrum Tetijiw befindet sich 10 km südlich und die Hauptstadt Kiew 145 km nordöstlich von Kaschperiwka. Durch das Dorf verläuft die Regionalstraße P–17.
Am 12. Juni 2020 wurde das Dorf ein Teil der neugegründeten Stadtgemeinde Tetijiw, bis dahin bildete es die gleichnamige Landratsgemeinde Kaschperiwka (Кашперівська сільська рада/Kaschperiwska silska rada) im Nordwesten des Rajons Tetijiw.
Am 17. Juli 2020 kam es im Zuge einer großen Rajonsreform zum Anschluss des Rajonsgebietes an den Rajon Bila Zerkwa.